# Skärhamn
Skärhamn ( PRONÚNCIA) é uma pequena cidade costeira sueca na província histórica da Bohuslän. Tem cerca de 3 100 habitantes (2010). É sede do município de Tjörn, pertencente ao condado de Västra Götaland, situado no sudoeste da Suécia. Está localizada na costa oeste da ilha de Tjörn. De pequena aldeia piscatória no século XIX, Skärhamn tornou-se um significativo porto de pequenos navios de carga e de barcos de pesca. Hoje em dia, é um importante ponto turístico, com um animado porto de embarcações recreativas, assim como o Museu Nórdico da Aguarela. Na sua proximidade, está localizado o grande porto de contentores de Vallhamn.